# Behind Closed Doors
«Behind Closed Doors» — песня в стиле кантри, написанная Кенни О’Деллом и впервые записанная Чарли Ричем для его альбома 1973 г. «Behind Closed Doors». Сингл стал первым для Рича хитом № 1 в кантри-чартах, а также стал хитом в поп-чартах. «Behind Closed Doors» получил награду Песня года (для О’Делла) и Сингл года (для Рича) от Ассоциации музыки кантри и Академии музыки кантри. В 1974 г. Рич также получил за эту песню премию Грэмми за лучшее мужское вокальное кантри исполнение.

## Позиции в чартах
| Чарт (1973)                             | Наивысшая позиция | Сертификация   |
| --------------------------------------- | ----------------- | -------------- |
| Billboard Hot Country Singles           | 1                 | США платиновый |
| Billboard Hot 100                       | 15                |                |
| Billboard Hot Adult Contemporary Tracks | 8                 |                |
| Canadian RPM Country Tracks             | 1                 |                |
| Canadian RPM Top Singles                | 5                 |                |
| Canadian RPM Adult Contemporary Tracks  | 37                |                |
| Irish Singles Chart                     | 9                 |                |
| U.K.Singles Chart                       | 16                |                |
| Australian Kent Music Report            | 18                |                |
| Dutch Top 40                            | 25                |                |

## Кавер-версии
Многие музыканты исполняли кавер-версии песни «Behind Closed Doors»: среди них — Хэнк Томпсон, Перри Комо, Перси Следж, Литтл Милтон, Том Джонс и др. Причём, кавер-версии делались как с оригинальным текстом так и с несколько измененными словами, как в версиях Лоретты Линн, Долли Партон, Дайаны Росс